# Тодирени (Њамц)
Тодирени (рум. Todireni) насеље је у Румунији у округу Њамц у општини Станица. Oпштина се налази на надморској висини од 257 m.

## Становништво
Према подацима из 2002. године у насељу је живело 390 становника, од којих су сви румунске националности.